# Scharhörn

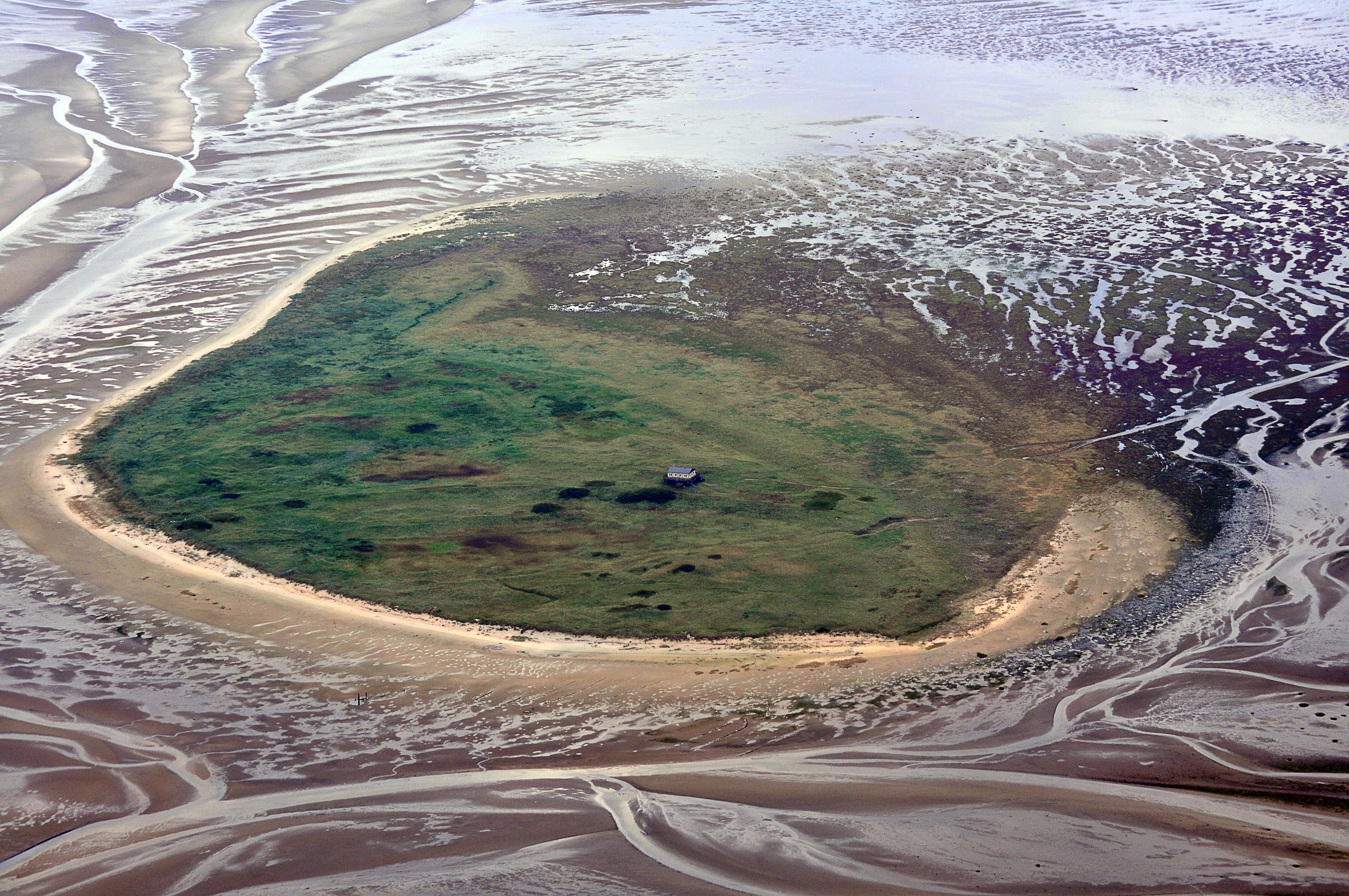
Scharhörn

Scharhörn är en 20 hektar stor tysk ö som ligger i Elbes mynning och som tillhör staden Hamburg. Ön ligger cirka 15 km nordväst om Cuxhaven och ingår i nationalparken Hamburgisches Wattenmeer.
Scharhörns enda invånare bor i fågelstationen och vaktar områdets fågelliv. Besökare når ön bara vid guidade besiktningar. Scharhörn ligger på samma sandbank som den något större ön Nigehörn. Hela sandbanken är 2,75 km lång och 1,5 km bred. Scharhörns högsta punkt ligger cirka 6 meter över havet. Vid stormflod mistar ön ofta landmassa på västra sidan medan den utökas på östra sidan.
Under slutet av 1960-talet fanns planer att bygga en hamn mellan Scharhörn och ön Neuwerk som ligger cirka 6 km åt sydöst. Enligt projektet skulle hamnen sammanlänkas med Cuxhaven genom en väg på en skyddsvall. Projektet lades senare ned på grund av uppskattade höga kostnader, protester från miljöskyddsaktivister samt mindre intresse av industrin.